# Temporada 1975-76 de l'NBA
La temporada 1975-76 de l'NBA fou la 30a en la història de l'NBA. Boston Celtics fou el campió després de guanyar a Phoenix Suns per 4-2.

## Classificacions

### Conferència Est
| Equip              | V  | D  | %V   | P  |
| ------------------ | -- | -- | ---- | -- |
| Boston Celtics C   | 54 | 28 | ,659 | -  |
| Buffalo Braves     | 46 | 36 | ,561 | 8  |
| Philadelphia 76ers | 46 | 36 | ,561 | 8  |
| New York Knicks    | 38 | 44 | ,463 | 16 |

| Equip               | V  | D  | %V   | P  |
| ------------------- | -- | -- | ---- | -- |
| Cleveland Cavaliers | 49 | 33 | ,598 | -  |
| Washington Bullets  | 48 | 34 | ,585 | 1  |
| Houston Rockets     | 40 | 42 | ,488 | 9  |
| New Orleans Jazz    | 38 | 44 | ,463 | 11 |
| Atlanta Hawks       | 29 | 53 | ,354 | 20 |

### Conferència Oest
| Equip             | V  | D  | %V   | P  |
| ----------------- | -- | -- | ---- | -- |
| Milwaukee Bucks   | 38 | 44 | ,463 | -  |
| Detroit Pistons   | 36 | 46 | ,439 | 2  |
| Kansas City Kings | 31 | 51 | ,378 | 7  |
| Chicago Bulls     | 24 | 58 | ,293 | 14 |

| Equip                  | V  | D  | %V   | P  |
| ---------------------- | -- | -- | ---- | -- |
| Golden State Warriors  | 59 | 23 | ,720 | -  |
| Seattle SuperSonics    | 43 | 39 | ,524 | 16 |
| Phoenix Suns           | 42 | 40 | ,512 | 17 |
| Los Angeles Lakers     | 40 | 42 | ,488 | 19 |
| Portland Trail Blazers | 37 | 45 | ,451 | 22 |

* V: Victòries
* D: Derrotes
* %V: Percentatge de victòries
* P: Diferència de partits respecte al primer lloc
* C: Campió

## Estadístiques
| Category                    | Player              | Team                  | Stat |
| --------------------------- | ------------------- | --------------------- | ---- |
| Punts per partit            | Bob McAdoo          | Buffalo Braves        | 31,1 |
| Rebots per partit           | Kareem Abdul-Jabbar | Los Angeles Lakers    | 16,9 |
| Assistències per partit     | Slick Watts         | Seattle SuperSonics   | 8,1  |
| Robatoris per partit        | Slick Watts         | Seattle SuperSonics   | 3,2  |
| Taps per partit             | Kareem Abdul-Jabbar | Los Angeles Lakers    | 4,1  |
| Percentatge de tirs de camp | Wes Unseld          | Washington Bullets    | ,561 |
| Percentatge de tirs lliures | Rick Barry          | Golden State Warriors | ,923 |

## Premis
- MVP de la temporada
  -  Kareem Abdul-Jabbar (Los Angeles Lakers)

- Rookie de l'any
  -  Alvan Adams (Phoenix Suns)

- Entrenador de l'any
  -  Bill Fitch (Cleveland Cavaliers)

- Primer quintet de la temporada
  - Rick Barry, Golden State Warriors
  - George McGinnis, Philadelphia 76ers
  - Kareem Abdul-Jabbar, Los Angeles Lakers
  - Nate Archibald, Kansas City Kings
  - Pete Maravich, New Orleans Jazz

- Segon quintet de la temporada
  - John Havlicek, Boston Celtics
  - Elvin Hayes, Washington Bullets
  - Dave Cowens, Boston Celtics
  - Randy Smith, Buffalo Braves
  - Phil Smith, Golden State Warriors

- Millor quintet de rookies
  - Joe Meriweather, Houston Rockets
  - Alvan Adams, Phoenix Suns
  - Lionel Hollins, Portland Trail Blazers
  - John Shumate, Phoenix Suns/Buffalo Braves
  - Gus Williams, Golden State Warriors

- Primer quintet defensiu
  - Paul Silas, Phoenix Suns
  - John Havlicek, Boston Celtics
  - Dave Cowens, Boston Celtics
  - Norm Van Lier, Chicago Bulls
  - Slick Watts, Seattle SuperSonics

- Segon quintet defensiu
  - Jim Brewer, Cleveland Cavaliers
  - Jamaal Wilkes, Golden State Warriors
  - Kareem Abdul-Jabbar, Los Angeles Lakers
  - Jim Cleamons, Cleveland Cavaliers
  - Phil Smith, Golden State Warriors